# La Nouba
La Nouba fue un espectáculo de la compañía canadiense Cirque du Soleil. Al igual que la mayoría de espectáculos del  Cirque du Soleil, es un espectáculo con acróbatas, gimnastas y otros intérpretes calificados. La creación del espectáculo fue dirigida por Franco Dragone, quien también dirigió anteriormente gran número de espectáculos de la compañía. 
Su título se deriva de la frase francesa "faire la nouba", que significa "fiesta". La Nouba fue un espectáculo presentado en un teatro independiente en Disney Springs en Walt Disney World Resort.

## Técnica y Set
El teatro La Nouba de vivienda es la primera estructura permanente independiente construida para Cirque du Soleil. El teatro fue diseñado por Michel Crête, Michel Aubé de Scéno Plus, Walt Disney Imagineering y los arquitectos del grupo Rockwell de Nueva York. Puede encajar un total de 1.671 personas por show. La estructura general fue creada como una forma de elegancia, con la adición de tejido y tensión que recuerda en el de la gran carpa.
El telón de fondo del escenario es un enrejado 60 por 200 metros (18 × 61 m) y de scrim y paneles de PVC. El piso del escenario sí tiene cinco andariveles de ascensor, cada una con una capacidad de carga de 3.000 libras (1.400 kg). Estos ascensores pueden mover a una velocidad de 1 pie por segundo (0,30 m/s) y el ascenso a una altura máxima de 16 pies (4,9 m). El ascensor de etapa de Centro, además de elevar, también puede descender 16 pies (4,9 m) debajo del escenario en un segundo eje. Otro elemento conjunto móvil incluye los dos téléphériques instalados a lo largo de la pared posterior que puede transportar el equipo acrobático, utilería y escenografía a un ritmo de 4 pies por segundo (1,2 m/s).
Otro elemento de la etapa incluye las cuatro plantas de pista de alimentación retráctil en el escenario. Cada palabra pesa más de 10.000 libras (4.500 kg) y puede mover hasta 2 metros por segundo (0.61 m/s). La cama de trampolín es más estricta y segunda generación de la primavera, permitiendo a los artistas intérpretes o ejecutantes saltar más alto y más rápido por la vía que mide 60 pies (18 m) de longitud. Como un Cirque du Soleil en primer lugar, los trampolines son más largas, más amplia y tejidos juntos de dos pistas superpuestas, como se ve en Alegría. La cubierta de todo escenario es en capas con impacto resistente Mondo Sport piso sobre madera a fin de evitar lesiones.
Altura inmensa del teatro (nivel del suelo para volar alto es de 100 pies (30 m); terreno arriba de los mástiles es 152 pies (46 m)) permite que el equipo escénico y acrobático para almacenarse en el techo. Como otro Cirque du Soleil en primer lugar, el trapecio neto se instala mecánicamente con ningún tramoyistas visibles como lo es baja en lugar del techo.

## Disfraces
Diseñador de vestuario Dominique Lemieux creado treinta conceptos diferentes disfraces y elaboró al menos diez diseños diferentes para cada concepto. Lemieux mezclado ideas históricas y tradicionales de circo con la moda contemporánea en sus diseños, y se emplearon diez técnicos especiales en orden a telas de tinte personalizado, pelo real y sintética, plumas, crin y materiales de cuero utilizados en los diversos disfraces. En las ocho semanas que le dieron para el diseño de los trajes (24 de octubre al 23 de diciembre de 1998), crea dos drásticamente diferentes estilos para separar la población urbana de la gente de circo. La gente de circo don brillantes colores neón, mientras que los urbanitas están representados por los tonos apagados, gris y negros. Lemieux utiliza a tejidos naturales, textura como el cáñamo para encarnar los urbanitas.
Muchos de los artistas sufren una metamorfosis que se indica mediante cambios de vestuario a menudo dramáticas. Esto se muestra en los urbanitas cuyos trajes de comienzan en verdes, rojos y azules oscuros, apagados y terminan en trajes blancos, como hadas. Lemieux también emplea otras técnicas en diversas presentaciones. Los intérpretes de saltar la cuerda fueron diseñados para aparecer como marionetas y poner de relieve la anatomía humana. Los trajes diseñados para el trapecio de vuelo son tribales y andrógino. Elaboran con complejos collares, adornos de cabezales y faldas tutu para los machos. Contras les fueron inspirados por el Pierrot, con trajes blancos, simples para representar su inocencia.
Para todas las producciones del Cirque du Soleil, moldes de yeso cabeza fueron creados para asegurarse de que todas las pelucas, máscaras y tocados encajan perfectamente. Cuatro diseños diferentes de peluca fueron creadas para el espectáculo y cada peluca tuvo a una persona de aproximadamente 70 horas.

## Música
La música de La Nouba fue interpretada en vivo por seis músicos y dos cantantes y compuesta por Benoît Jutras. El álbum de La Nouba originalmente fue lanzado en 1999 y relanzado en 2005, y cuenta con la mayoría de la música durante el espectáculo.
A continuación se muestran las pistas en orden como aparecen en el CD. Aparece después de cada título de la pista es el acto asociado con la pista.[8]
1.Érase una vez 
Rueda de apertura, alemán (1998-2010)
Apertura, saltar la cuerda (desde 2010)
2.Un cuento (ballet aéreo en seda PT. 1)
3.Porte (base aérea)
4.La Nouba (desfile)
5.Distorsionado (ciclos)
6.Liama (High wire)
7.Queens (trapecio de vuelo)
8.À la Lune (equilibrio sobre sillas)
9.Rêve Rouge (ballet aéreo en seda PT. 2)
10.Urbano (pista de alimentación, trampolines)
11.Impulsar (interludio)
12.Jardin Chinois (Diabolos)
- Datos: Q1857703